# Вентворт (Јужна Дакота)
Вентворт (енгл. Wentworth) град је у америчкој савезној држави Јужна Дакота.

## Демографија
По попису из 2010. године број становника је 171, што је 17 (-9,0%) становника мање него 2000. године.
| Група             | 2000.       | 2010.       |
| Белци             | 182 (96,8%) | 169 (98,8%) |
| Афроамериканци    | 0 (0,0%)    | 0 (0,0%)    |
| Азијати           | 1 (0,5%)    | 0 (0,0%)    |
| Хиспаноамериканци | 0 (0,0%)    | 1 (0,6%)    |
| Укупно            | 188         | 171         |